# 国鉄キハ37形気動車
キハ37形気動車は、1983年に日本国有鉄道（国鉄）が導入した気動車である。
5両が製造され、1987年の国鉄分割民営化に際して東日本旅客鉄道（JR東日本）に3両が、西日本旅客鉄道（JR西日本）に2両が引継がれた。2024年時点では水島臨海鉄道がJR東日本からの譲受車3両を保有する。

## 概要
本形式はキハ40系の後を受け、その反省点を多分に盛り込んだ次世代車両として開発・製造された。

### 導入の経緯
1970年代の国鉄では、代替が必要となっていた初期の液体式気動車の置き換え用として、キハ40系約900両とキハ183系約100両を導入していた。しかしながら、輸送の効率化や特定地方交通線の廃止等の動きがあるなかで気動車の所用両数の減少が見えてきたため、一般形気動車は1982年度、特急形気動車は1983年度をもって一旦導入を取りやめ、急行形気動車と一部の特急形気動車の特別保全を実施しながら、1990年前後から置換時期を迎える、1965年前後に大量に導入された気動車の代替を検討することとなった。
当時の日本では、1970年代に起こった2度のオイルショックを契機にエネルギー安全保障の観点から省エネルギーが謳われるようになっており、あわせて国鉄の経営状況と燃料価格の上昇に鑑み、1981年当時の国鉄では気動車に関し、エンジンの直噴化や車両の小型軽量化による省エネルギー化と、機関の大出力化による高出力車の1基エンジン化や新エンジンによる省力化が構想されていた。
具体的には、一般形気動車として、キハ40系が導入された線区よりも経営環境の厳しい路線での運用に使用するために車両費・運行経費を削減できる車両が計画されており、例えば17 m級車体や小断面車体の採用、廃車発生品や自動車用部品の活用、耐用年数の見直しなどが総合的に検討され、一方ではキハ58系を代替する急行用気動車が計画されており、エンジン1基で必要な性能を確保するためにステンレス車体、DMF15系の直噴機関の採用などが検討されていた。これと並行して新型エンジンの開発も進められており、1981年時点ではキハ40系のDMF15HSAを直噴化改造したDMF15HSA-DI、DMF15HSAをベースに直噴式・電子ガバナ装備の新設計とした、新形式急行用気動車向けのDMF15HZB、軽快気動車用として舶用機関を転用したDMF13Sの開発が進められていた。

### キハ37形の概要
前項のような経緯を経て、「気動車本来の目的である比較的閑散な線区での合理的な運営に役立つ」車両として、地方線区の輸送実態に対応し、新製コスト・運行経費の低減を目的とした地方交通線用の一般形気動車であるキハ37形が開発され、1982年度3次債で5両の量産先行車が製造されて同年2月より久留里線と加古川線で運用されている。
前形式のキハ40系は、幹線での長距離運用や連続高速運転なども念頭に設計されたため、極寒地・寒地向けでは空気ばね台車を使用するなど、接客面での質は大きく向上したものの、ローカル線向け車両としては過剰な面もあり、新造費も高かった。一方、機関と変速機は設計の陳腐化と、コストダウンおよび重量制限の影響で、増加した車両重量を補う分のみの機関出力向上とされ、燃料や整備などの維持費も減らなかった。キハ37形は、その点からの再検討も行った結果、地方交通線の実情に合わせた、必要十分な性能と製造・維持コストの低減を目的とした新しい設計となった。例えば、標準搭載される装備は最小限に抑える一方、地域ごとに必要になるものはオプションとすることで、各地域の特徴に合わせた装備ができるよう配慮されていた。
1980年代の時点で使用されていた国鉄の気動車は、戦前の基本設計で、既に陳腐化していたDMH17系エンジン、もしくはDMF15・DML30系エンジンを使用していたが、性能的にも陳腐な上、設計が不十分で熱問題を抱え、維持費の増加も顕著になってきていた。そこで、排気量の割に非力で燃費も優れない従来の機関に対し、性能向上と省燃費を実現するため、キハ37形は国鉄の気動車として初めて直噴式ディーゼルエンジンを採用したほか、製造コスト削減の見地から廃車発生部品が再利用された。

### キハ37形以降の国鉄気動車の動向
キハ37形は5両が量産先行車として製造されたが、同時期に第1次特定地方交通線の廃止が具体化し、また、経営改善計画に則った輸送改善が1982年11月、1984年2月、1985年3月に実施されることとなって車両需給が見通せなくなったため、一般形気動車の新製は一時中止されることとなり、本形式の量産は実施されず、一方で、並行して設計されていた新形式急行/特急形気動車の導入も見送られ、キハ40系の直噴化（DMF15HSA-DI化）改造も1987年までに北海道配置の112両に実施されたのみとなった。
キハ37形の量産が見送られた後の1985年の時点では、一般形気動車の所要数は約2200両で、うち約600両は特別保全工事を実施した急行形気動車を、1000両はキハ40系を継続使用するが、残る約600両は1990年手前頃より順次代替する必要があると見積もられており、まずは車両需給の見通せない状況下で導入しても手戻りとならず、かつ優先度が高いと考えられたキハ35系の代替が実施されることとなり、キハ37形をベースとしたキハ38形が導入された。並行して北海道、四国、九州向け気動車の設計も進められ、分割民営化の時点でこの3島に残る1965年度以前製造の一般形気動車約300両のうち、輸送効率化、電化、路線廃止等による必要数削減後も残ると見積もられる約100両を代替することして、キハ54形、キハ31形、キハ32形計82両が導入されている。これらの、国鉄最末期の1986年 - 1987年に導入されたキハ38形、キハ54形等には本形式での経験が活かされた。
また、DMF13Sが搭載されたのは国鉄では本形式が唯一で、以降の直噴式エンジンはこれを横型としたDMF13HSとDMF15・DML30系のDML30HSJと2種が使用されたが、本形式の導入時期は特定地方交通線を転換した第三セクター鉄道の草創期であり、DMF13Sと同型の新潟鐵工所製6L13ASエンジンが三陸鉄道36-100形・36-200形、神岡鉄道KM-100形・KM-150形、鹿島臨海鉄道6000形・7000形で採用されている。その中で、鹿島臨海鉄道用向けに1993年まで製造された点が特筆される。

## 構造
本形式の車両構造および機器類は運用に必要な装備を有する標準型を設定し、そこに使用線区の要望に応じて用意されたオプションを装備する方式としており、標準型は平床の片運転台式、片側2扉ロングシート、便所無し、キハ25形ベースの保安機器・運転台機器、となっていた。オプションとして両運転台式やクロスシートの装備、便所の有無等を選択することが可能であり、量産先行車にも運転台床の嵩上げ、便所（0番台車）、制輪子の自動隙間調整装置、キハ40系と同じ内外両方向に開閉できる運客仕切戸、運転台の蛍光灯式時刻表差しなどがオプションとして装備された。
本形式の自重は便所付の0番台が空車31.6 t、積車39.7 t、便所無の1000番台が空車30.7 t、積車38.7 tとなり、便所付・片運転台車での比較において、キハ47形0番台より約4 t軽く、キハ25形からは約1 - 1.5 tの増に納められている。その結果、積車時の性能曲線においては、キハ40系との比較では、約53 km/hまでは本形式の加速力はキハ40系を上回るが、約53 - 63 km/hでは若干下回り、約63 km/h以上では若干上回るかほぼ同等、キハ35系との比較では全ての速度域で上回る性能となっており、上り25パーミルでの均衡速度はキハ35系が約28 km/h、キハ40系は約33 km/hであるのに対し、本形式は約38 km/hとなっている。

### 車体

#### 構造

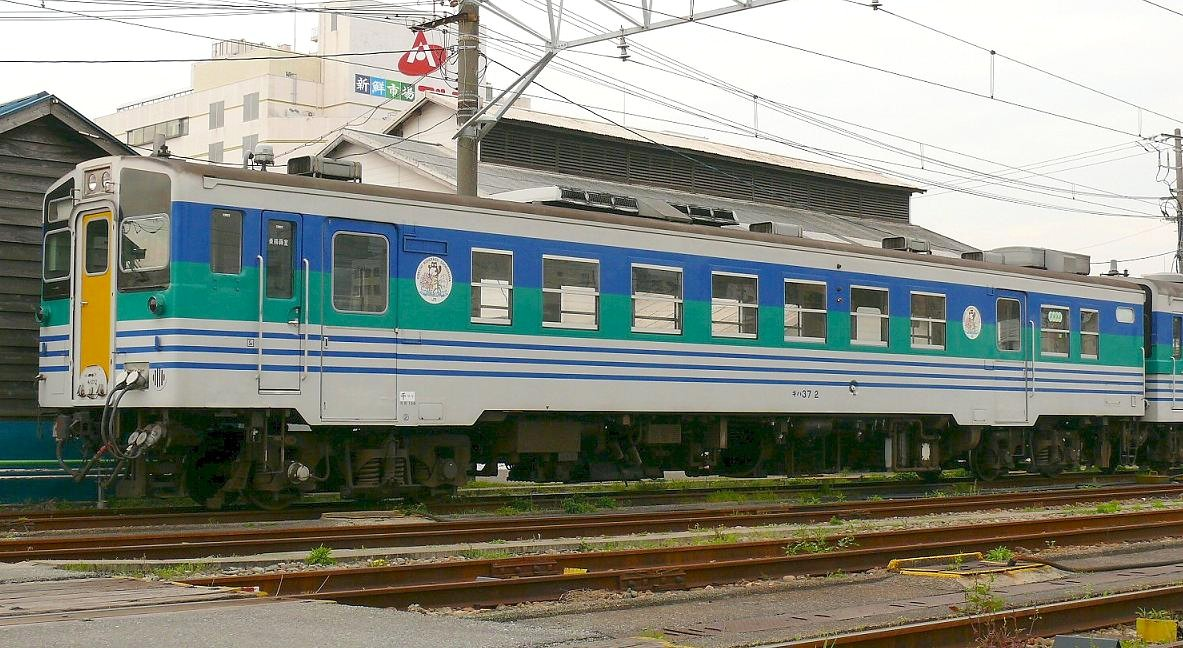
便所付きキハ37形0番台
（幕張車両センター木更津派出 2007年4月7日）

キハ40系と同じ片側2扉であるが、居住性向上のため車体の長さと幅を拡大したキハ40系に対し、車体長を20.8 mから19.5 mに、車体幅は2900 mmから裾絞りのない2800 mmへとそれぞれ縮小し、キハ20系の1基エンジン車と同寸法となった。一方、縦形エンジンの採用により、床面高さは、キハ40系の1215 mmに対し、キハ20系やキハ35系の1250 mmとほぼ同等の1260 mmと高くなっており、点検時に必要となる床面点検口が設置された。
客用扉は片側2ヶ所で、扉幅1000 mmの片開き引戸とされた。酷寒地仕様車との共通性および将来のワンマン運転を考慮して前位側の客用扉を運転台に隣接させる一方、乗客の流動に配慮して、後位側の客用扉は車体中央に寄せ、2両編成を組んだときに扉の間隔が均等に配置されるようにしている。戸閉機械はキハ24形、キハ46形、キハ40形と同じ鴨居設置、自動・半自動切換式のTK105を使用しており、戸袋窓と妻窓は省略された。
前面は三面折妻で中央に貫通扉を配し、キハ40形まで使われていたパノラミックウィンドウから平面窓に変更となり、助士席側窓上に手動の種別・行先表示器が備わる。量産先行車では運転士の前方視界確保と踏切障害事故時の安全性確保のための高運転台構造とした。運転台床面を530 mm高くし、前面外板を4.5 mm厚とするなどの前面強化・安全確保策を行なったキハ40系に対し、本形式では運転台床面はキハ58系と同じく300 mm高くし、従来の一般形気動車における前面強化改造車と同等の前面強化としているほか、キハ40系と同じく運客仕切戸を事故時の運転士の避難を容易にするためにどちら側にも開くものとしている。前照灯は貫通扉上にまとめられ、前面窓下両端部に尾灯を備える。
運転台は鉄道労働科学研究所の推奨事項を参考に機器配置、居住性などが検討されており、奥行は1630 mmで、キハ40系などの1940 mmよりは狭いものの、キハ45系の1415 mmやキハ25形の1305 mmより広くなっている（いずれも前面構体厚を含む数字）ほか、主幹制御器やブレーキ弁等は手前に10 °、表示灯は奥に27 °それぞれ傾けて操作性・確認性を向上させている。
車体塗色は褪色防止のため赤11号（急行形気動車の窓周りの赤と同じ色）の一色塗りに変更となり、キハ40系などの在来の一般形気動車に施されていた朱色5号とは色合いが異なる。

#### 車内設備
| 暖房用吸気ダクト（扉横）と冷房室内機（天井付近） |  | 1000番台室内（共にJR東日本車） |
| 暖房用吸気ダクト（扉横）と冷房室内機（天井付近） |  | 1000番台室内（共にJR東日本車） |

座席はキハ40系のセミクロスシートに対して本形式では運転線区の実態から全席ロングシートとし、定員は便所付きの0番台が138人（座席64人）、便所なしの1000番台が146人（座席66人）である。座布団、背摺りともに幅2180 mm（1000番台の車端部のみ1300 mm）で、ロームブラウン色をベースに中央1人分をヘーゼルナッツ色として着席区分としたものを並べて配置しており、ゆったり座れるよう奥行きを深く、高さを低くすることとして、105系と同じく背摺を含む奥行を600 mmとしている。キハ35形と同様、便所の向かい側のみ4人掛けのボックスシートとなっている。
座席に対応する位置の長手方向につり革と荷物棚が装備されている。袖仕切りは全てステンレス製パイプで袖仕切付近の吹寄部には灰皿が装備されていたが、後に灰皿は撤去され、2位側扉との間の袖仕切りが板状のものとなっている。
客室窓は、上段下降・下段上昇の外ハメ式ユニット窓で、各窓に灰色のロールカーテンを備える。窓、カーテン共にフリーストップではない。
ベンチレーターは押し込み形で、天井にはその換気口と扇風機各6基が交互に装備されている。キハ40系に引続き温風式暖房装置が採用されており、同系列では室内・室外の双方に吸気口を設け、熱交換器を2台搭載して室内左右座席下に温風ダクトを設置していたが、本形式では熱交換器は1台で吸気口は室内の4位側戸袋部の天井付近となり、床部からダクトが立ち上がっているほか、温風ダクトが室内片側のみの設置となっている。床下の熱交換器でエンジンの排熱もしくは機関予熱器により加熱されたエンジン冷却水と熱交換された温風は、座席下のダクトから室内へ吹出される。
ワンマン運転を想定した設計とされているが、JR西日本、JR東日本所属車共にワンマン化改造は行われていない。

### 主要機器

#### 機関および変速機
| DT22E形台車 |  | TR51D形台車 |
| DT22E形台車 |  | TR51D形台車 |

国鉄の気動車としては初めてとなる過給器付き直噴式縦形（直立シリンダー形）エンジンDMF13S (210 PS / 1600 rpm) を1基搭載している。直噴式は予燃焼室式のエンジンに比して10 %程度燃費が良い、構造が簡単で部品点数も少ない、燃焼室および排気温度が低いためエンジンの信頼性が向上する、冷間時の始動性に優れるといった特徴がある一方で、最大爆発力が高く騒音・振動が大きい、燃焼に対する燃料噴射ノズルの状態の影響が大きいためその的確な点検が必要といった欠点があるとされていた。DMF13Sは船舶用エンジンとして定格出力330 PS / 1900 rpmで使用されていたものを鉄道車両用に設計変更したもので、新規にエンジンを設計する場合に比較してコストが抑えられている。
液体変速機は廃車発生品のTC2AもしくはDF115Aを流用しており、横型機関用の両形式を縦型機関に使用するため一部が改造されている。
機関制御方式はキハ40系は電磁式燃料制御装置、DMF15HSA-DIは電子式燃料制御装置であったのに対し、本形式のDMF13SではDMH17系エンジンと同じ空気式燃料制御装置に戻されたため、長時間の留置等により車両の空気圧が低下しても機関の起動を可能とするために必要となる燃料制御装置専用の圧縮空気を確保する機関起動補助装置が搭載されている。併せて、冬季の留置時に機関冷却水の水温に応じて機関の停止・アイドリングと機関予熱器水ポンプを自動的に制御する機関自動起動装置の準備工事がされている。

#### 台車・ブレーキ装置等
台車はDT22・TR51系の廃車発生品を使用しており、本形式への転用にあたり台車形式が変更となって、動台車はDT22E、付随台車はTR51Dとなっている。
ブレーキ装置はキハ40系に使用されている、長編成対応で応答性・保守性の良いCLE電磁自動ブレーキから、キハ44000形以降キハ45系までの一般形気動車に使用されていたDA系自動ブレーキに戻されており、本形式には片運転台車両用のDA1が使用されている。DA系ブレーキはM23ブレーキ弁およびKB5脚台、A制御弁および管取付座、圧力調整弁等で構成されるが、ブレーキ部品にも廃車発生品が使用されている。また、ブレーキシリンダは台車の車端部寄りの床下に設置され、自動隙間調整装置を併設している。
空気圧縮機は1935年以降に製造された機械式気動車と、DMH17系エンジンを1台搭載する各形式において使用されていたC600直列3気筒空気圧縮機をエンジン側面に1基搭載しており、歯車駆動であるキハ40系のCW750に対し、本形式は他のC600搭載車と同じくベルト駆動である。
蓄電池はキハ45系以降に使用されているTRK15-12を2個搭載して容量175 Ah（5時間放電率）としているほか、充電発電機はキハ40系の出力4 kVAのDM99交流発電機1基からキハ58系以降に使用されている出力2.5 kVAのDM80D交流発電機1基に戻されている。

### 番台区分
便所ありの0番台が2両、便所なしの1000番台が3両、新潟鐵工所および富士重工業で製造された。
- 0番台 - キハ37 1（新潟鐵工所）, 2（富士重工業）
- 1000番台 - キハ37 1001（新潟鐵工所）, 1002, 1003（富士重工業）

## 改造

### 冷房化改造
JR西日本所有車は1994年にバス用の独立機関式冷房装置を転用したAU34冷房装置を搭載している。AU34はキハ38形、キハ31形にも搭載されているもので、床下に搭載したクーラーユニット内に排気量約2.5 lの冷房用機関1基と冷媒圧縮機、エバポレーター、コンデンサーなど一式を搭載して、エバポレーター・コンデンサーの各送風機も冷房用機関で駆動され、能力は26000 kcal/hとなっている。
JR東日本所有車は1999年よりバス用の機関直結式冷房装置を転用した、デンソー製AU26形冷房装置を搭載している。室内機は千鳥配置で計4箇所が取り付けられ、その箇所の荷物棚は使えなくなっている。冷房化と同時に機関換装も行われた。AU26はキハ185系やキハ54形0番台、キハ32形にも搭載されているもので、走行用の主機で冷媒圧縮機を駆動し、エバポレーターユニットを室内に、コンデンサユニットを屋根上に搭載（キハ185系、キハ54形、キハ32形は両ユニットを一体として屋根上に搭載）して、エバポレーター・コンデンサーの各送風機は電動式、能力は1セットあたり、主機アイドル時14000 kcal/h・最大21000 kcal/hとなっている。

### 機関換装
JR東日本所属車は、1999年から2000年にかけて機関をカミンズ製DMF14HZへ順次換装し、縦形（直立シリンダー形）エンジンに特有の室内床面の点検口が埋め込まれた。機関本来の出力は350 PSだが、種車の液体式変速機を存置したため250 PSに落として使用している。

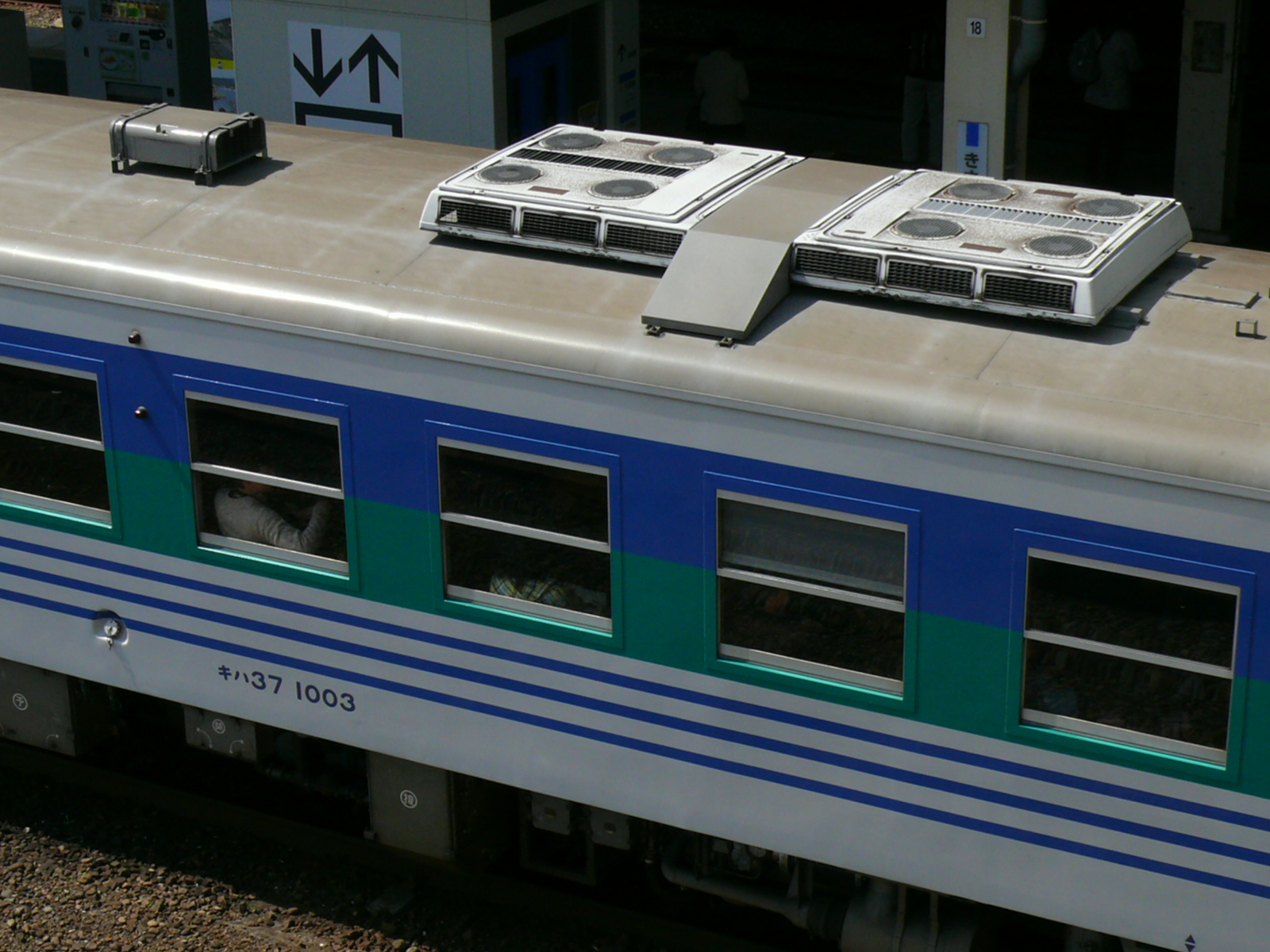
久留里線のキハ37 1003に搭載された冷房装置（木更津 2006年10月9日）
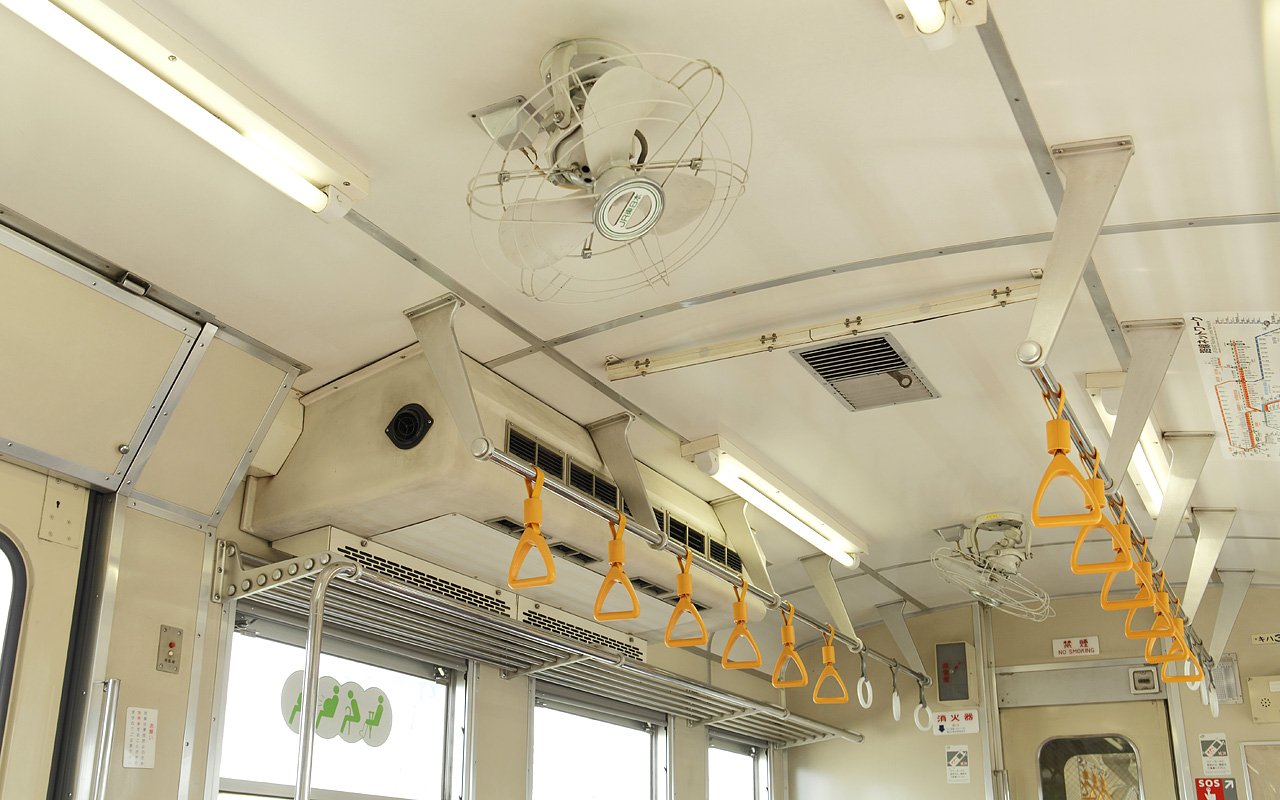
同じく、4機ある室内機の内の一つ（2010年4月9日）
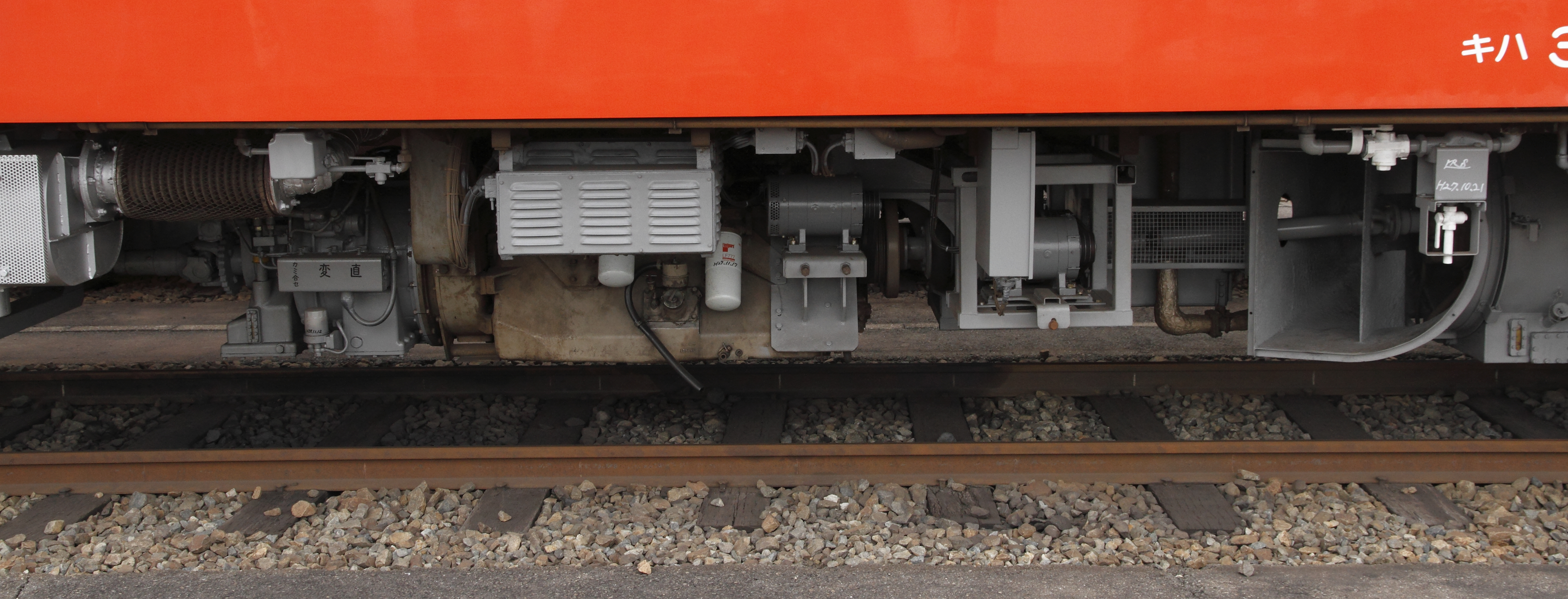
カミンズ製DMF14HZ

## 運用

### 久留里線・木原線
キハ37 2、1002、1003の3両は千葉鉄道管理局管内の佐倉機関区木更津支区（現・幕張車両センター木更津派出）に配置され。同年2月14日から営業運転を開始した。久留里線および木原線で使用され、JR東日本に継承された。
1988年に木原線は第三セクターのいすみ鉄道に転換されたため、以後、全車が久留里線で使用された。同線専用となったことで、東京湾アクアラインをイメージしてクリーム1号の地色に太さの異なる複数の青15号の帯が入る、初代久留里線色に変更されている。1996年より塗装が2代目久留里線色へと順次変更され、1999年からは冷房化と機関換装が実施された。また0番台のキハ37 2の便所は閉鎖された。
久留里線内では基本的にはキハ38形（1996年に八高線より転入）との共通運用で、キハ30形とも併結して運転されたが、2012年12月1日に久留里線の全車両がキハE130形100番台に置き換えられ、運用を終了した。その後、2013年7月に3両全車が水島臨海鉄道へ譲渡される事が決定し、倉敷駅に到着した同年7月10日付で廃車となった。

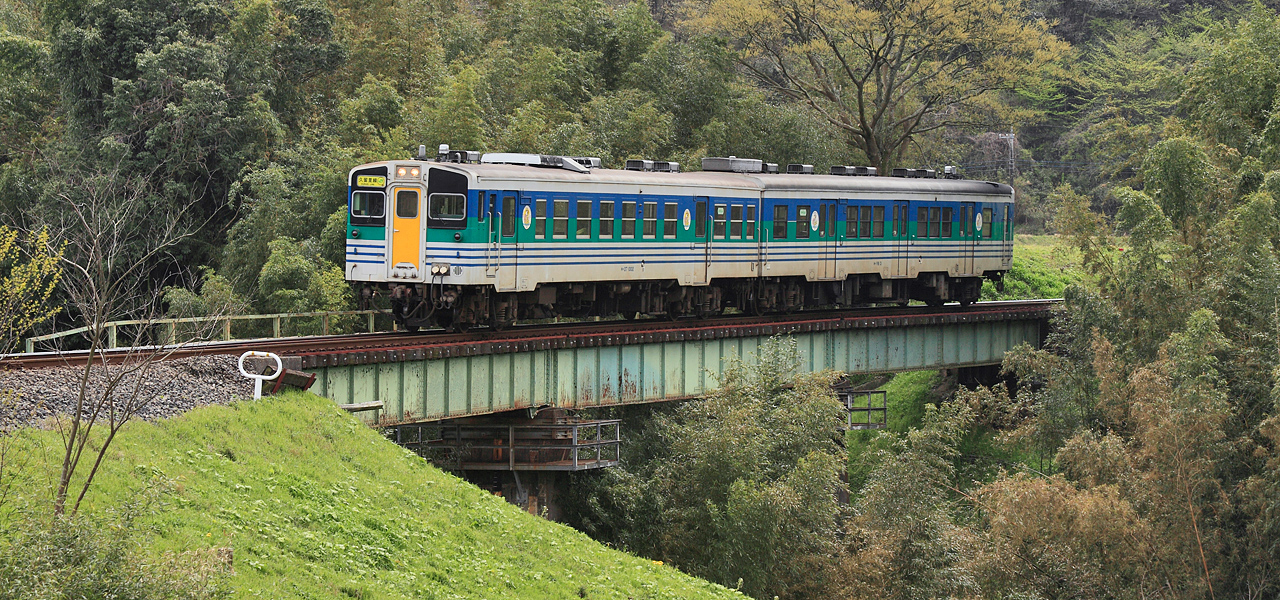
久留里線で運用されるキハ37形1000番台（左）とキハ38形0番台（平山 - 久留里 2010年4月9日）
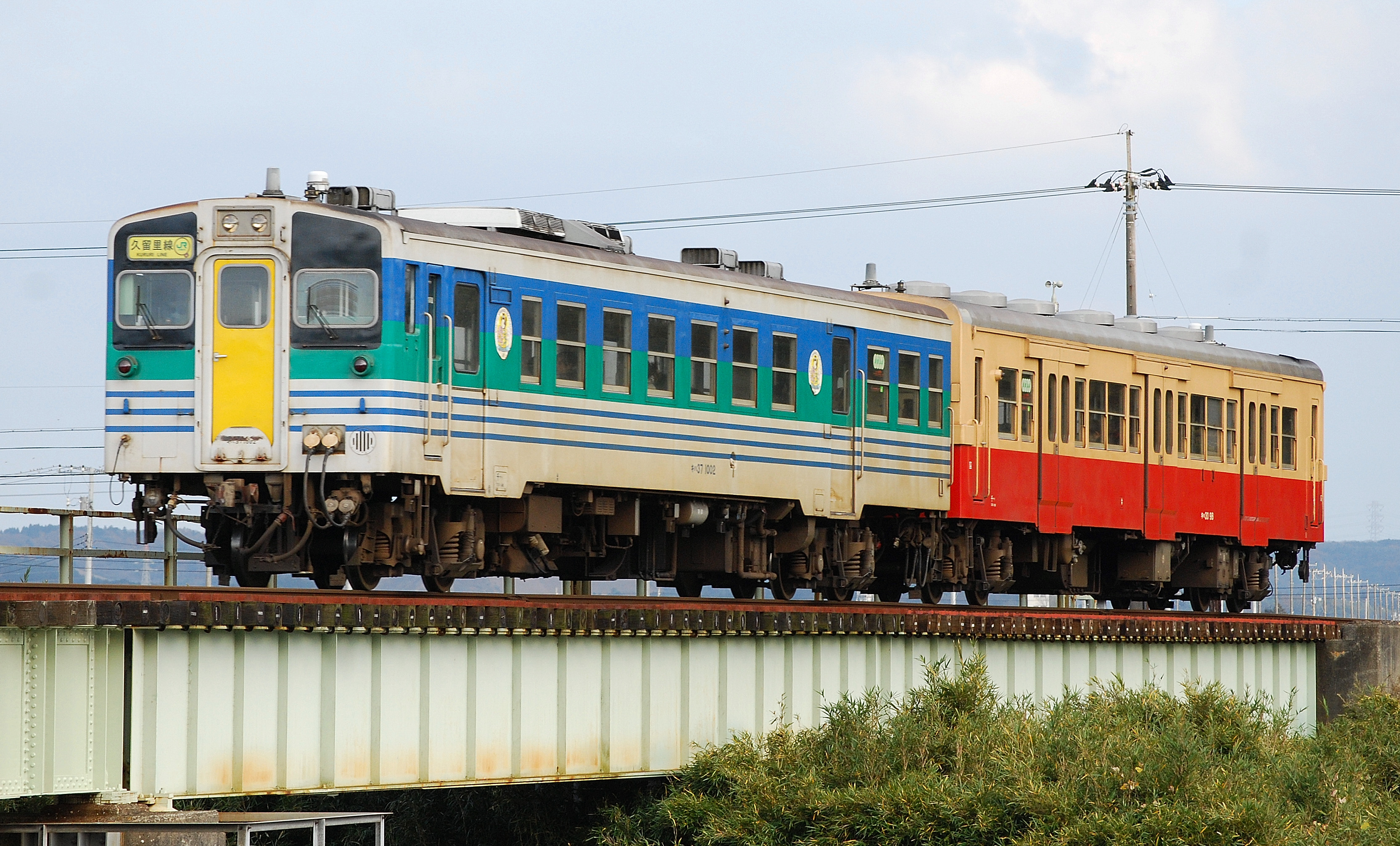
久留里線で運用されるキハ37形1000番台（左）とキハ30形（横田 - 東清川 、2010年12月12日）

### 加古川線など
キハ37 1、1001の2両は大阪鉄道管理局管内の姫路第一機関区に配置され、1983年2月21日から営業運転を開始した。加古川線、高砂線、三木線、北条線、鍛冶屋線で使用され、後にJR西日本に継承された。塗色はJR化後にエメラルドグリーンに白帯の「加古川色」に変更された。
1990年6月の加古川鉄道部発足に伴い同所の配置となる。同月から始まる同線のワンマン運転には全て同所のキハ40形が投入され、本形式にはワンマン化改造が実施されなかった。
キハ37 1001は米子地区転用を見越して1999年8月に鷹取工場で朱色5号の「首都圏色」に変更され、加古川色のキハ47形との編成で運用された。その後、1999年10月のダイヤ改正でキハ37形の加古川線での運用が終了してキハ37 1にも鷹取工場で転属のための整備が実施され、同年10月23・24日にはキハ37 1001とキハ40 2134の編成によりさよなら運転が行われた。

### 山陰地区
後藤総合車両所へ転属したキハ37 1、1001は当初境線で運用され、2002年3月のダイヤ改正以降は山陰本線米子 - 出雲市間でも運用されるようになった。その後、山陰本線米子 - 鳥取間ほか高速化事業によるキハ121・126形の導入に伴い、2003年10月のダイヤ改正を機にキハ37形の定期運用は終了し、2009年1月29日付で廃車となった。

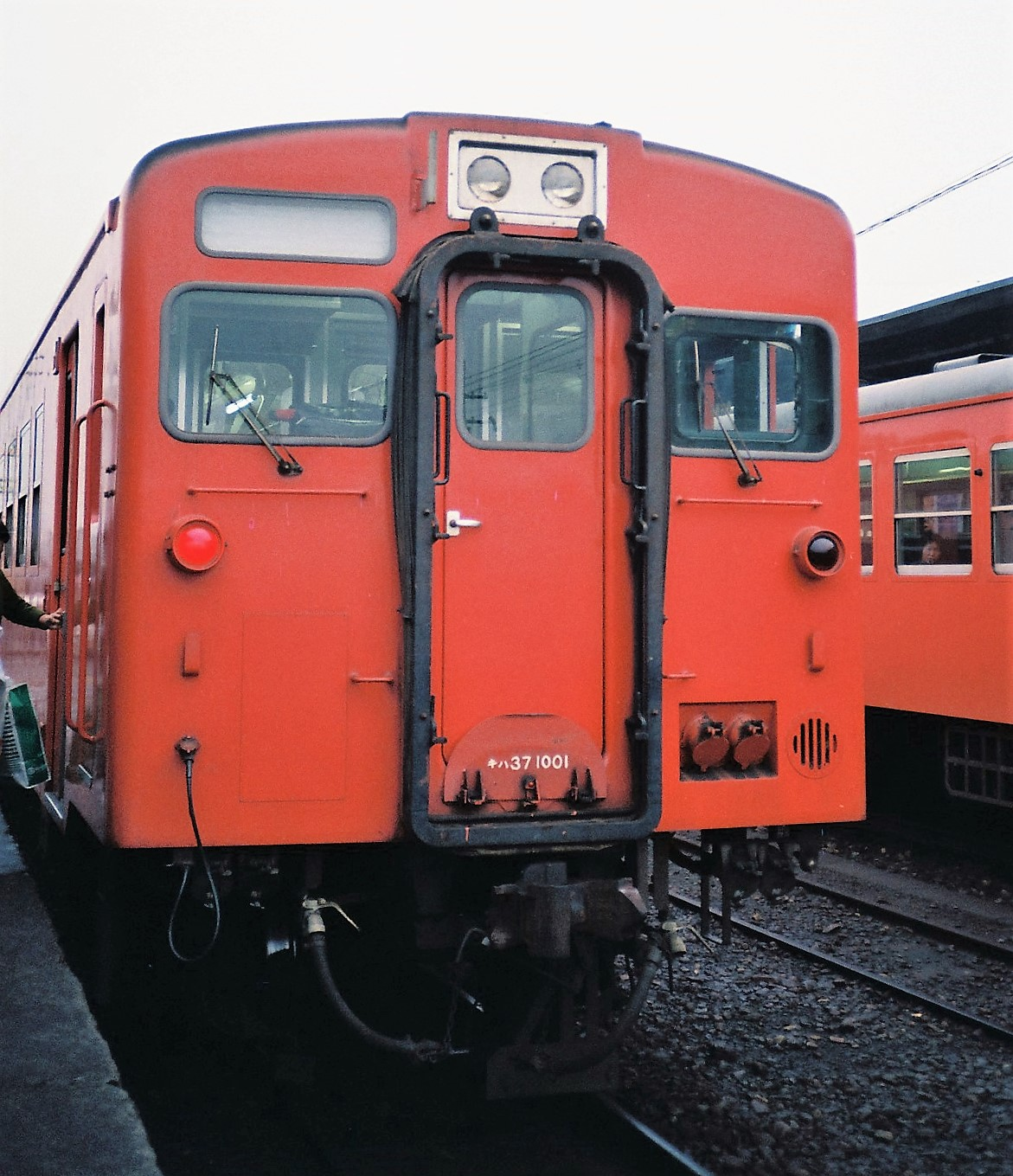
鍛冶屋線で運用されるキハ37 1001（西脇駅、1986年）
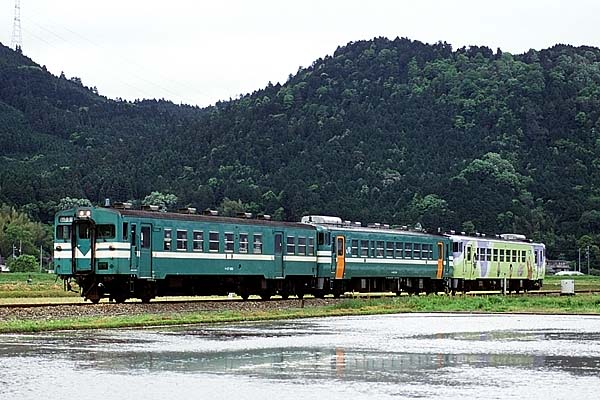
加古川線塗装のキハ37形（左）（1998年5月2日）
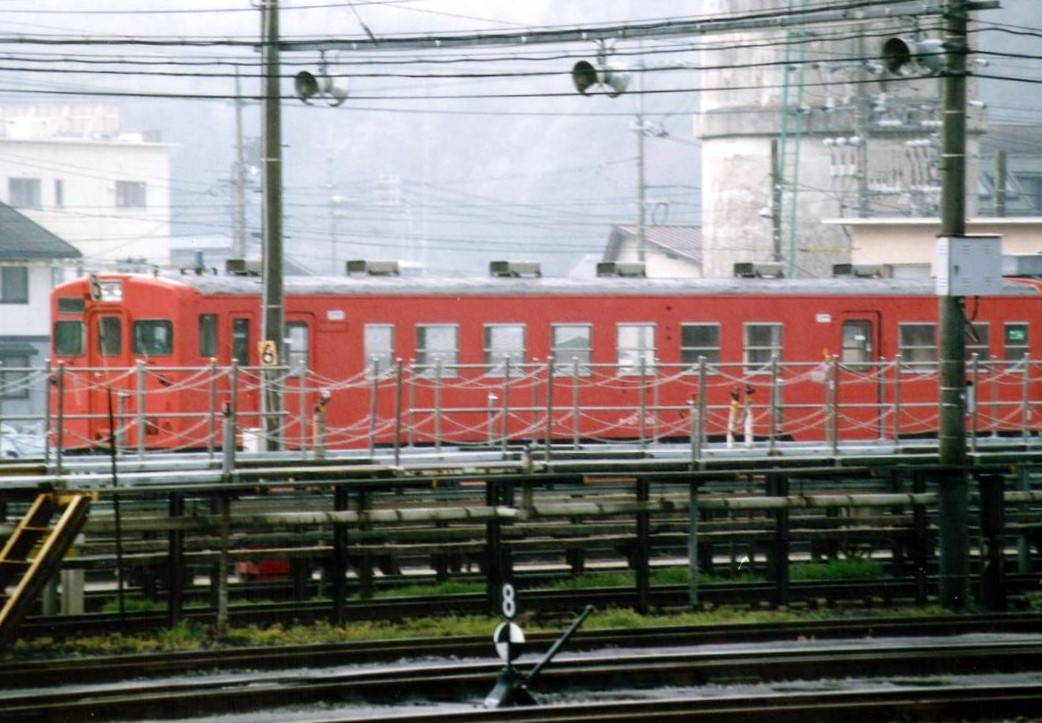
保留車として米子駅構内に留置されていた頃のキハ37-1001 （2002年10月9日）

## 譲渡

### 水島臨海鉄道
水島臨海鉄道はJR東日本の久留里線で運用されていたキハ37形3両をキハ30形・キハ38形とともに譲受し、2014年5月12日より運用を開始した。トイレは使用停止となり、キハ38形と編成を組んでいた。導入にあたり、以下の通り改番・塗色変更されており、キハ37 101、102の「水島色」はMRT300形のクリームホワイトの部分を水色に変更したもので、また、キハ37 103は導入以来塗装されたことのなかった朱色4号とクリーム4号による「国鉄一般気動車標準色」とされた。
- キハ37 1003 → キハ37 101 （水島色）
- キハ37 1002 → キハ37 102 （水島色）
- キハ37 2 → キハ37 103 （国鉄標準色）

2019年3月改正ダイヤでは、三菱自工前・水島 - 倉敷市間を平日朝2往復・夕方3往復運行していた。
その後2021年12月にはクラウドファンディングによりキハ37 103が新製当時の赤11号に変更された。

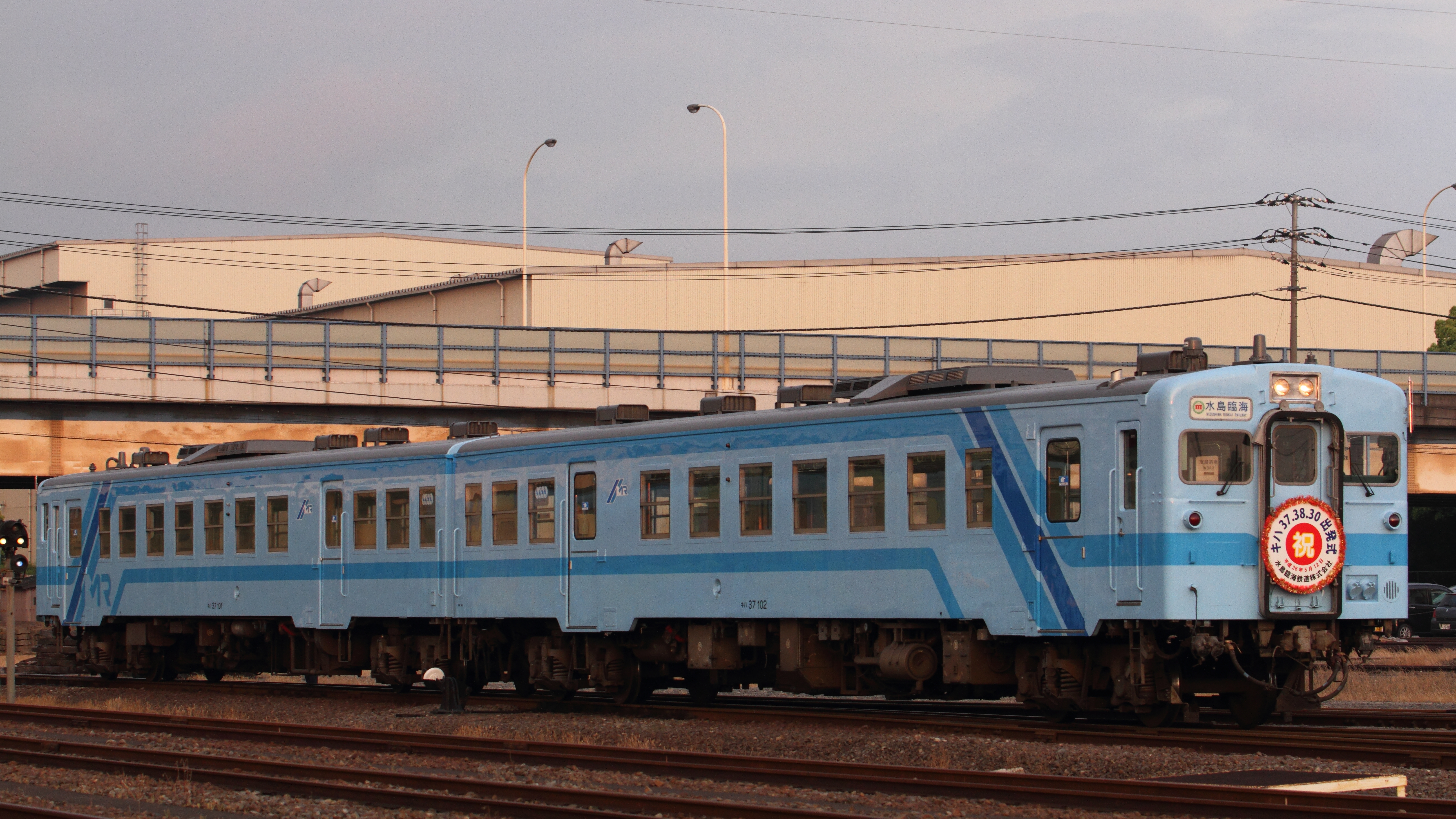
水島色のキハ37 101、102（2014年）
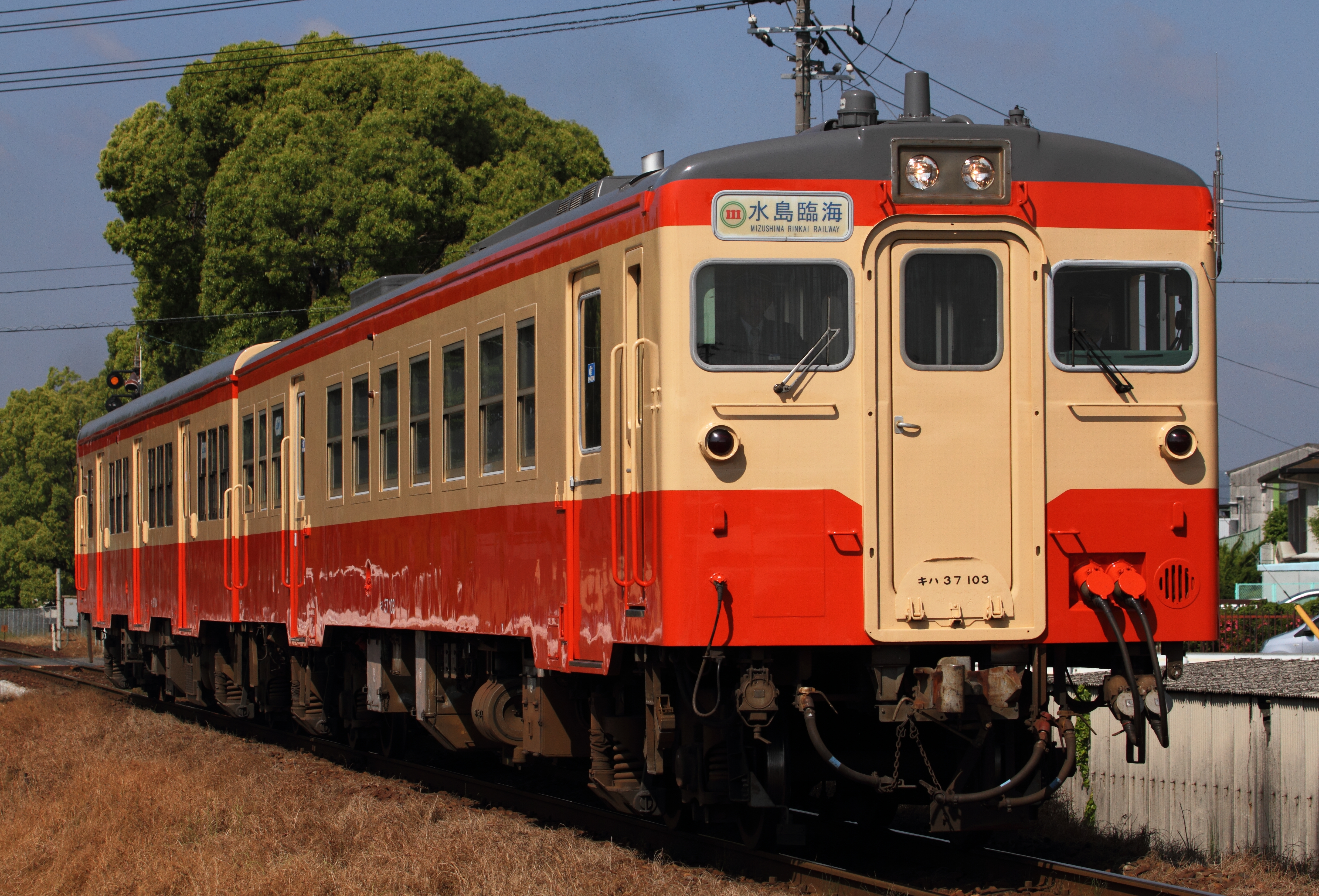
国鉄標準色のキハ37 103（2014年）
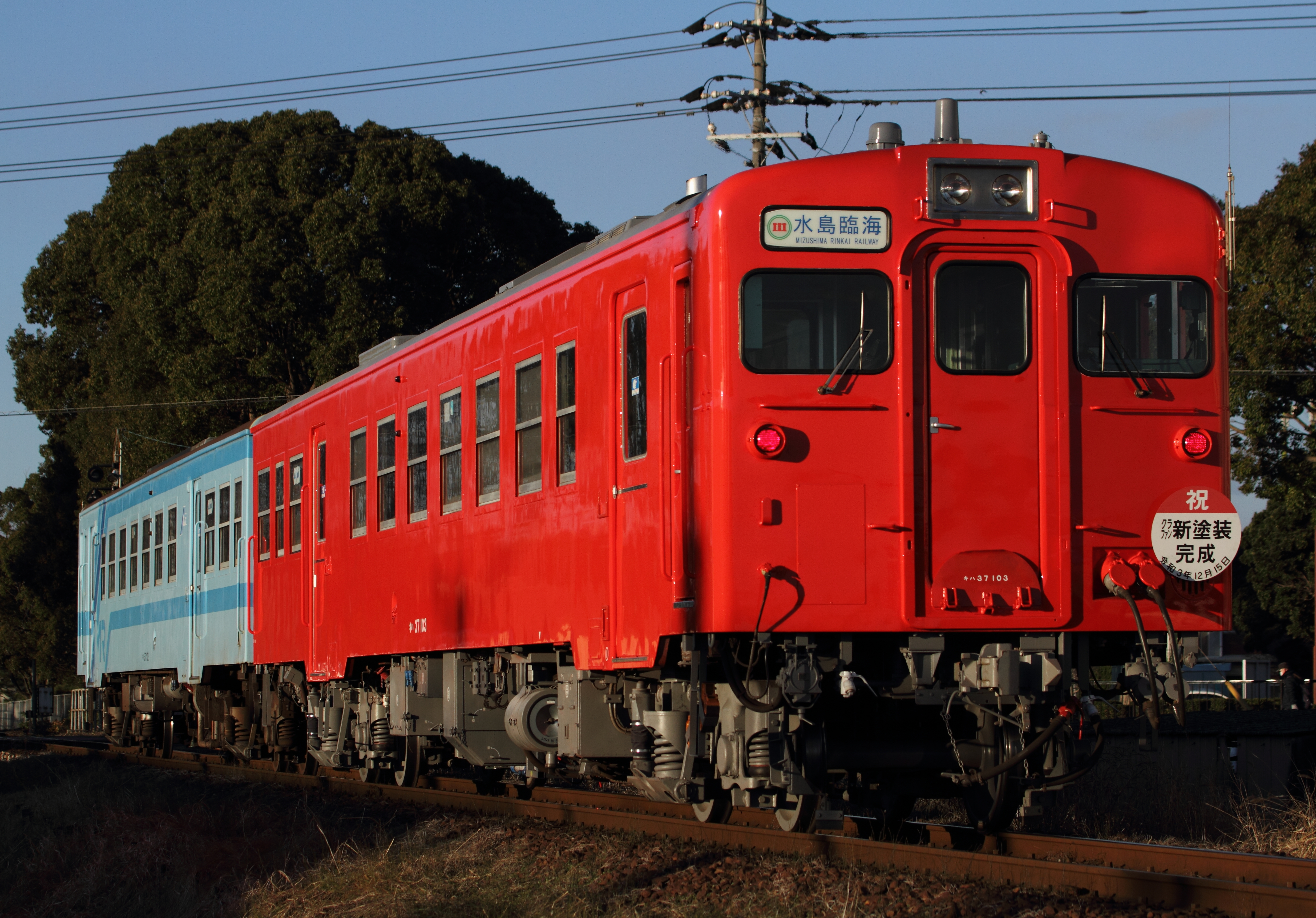
赤11号に再塗装されたキハ37 103（2021年12月27日）